# مايك وليامز (كاتب)
مايك وليامز (بالإنجليزية: Mike Williams)‏ هو مؤلف وكاتب ومغني أمريكي، ولد في 14 أبريل 1968 في هاي بوينت في الولايات المتحدة.

## وصلات خارجية
- الموقع الرسمي
- مايك وليامز على موقع ميوزك برينز (الإنجليزية)
- مايك وليامز على موقع ديسكوغز (الإنجليزية)